# Equisetopsida

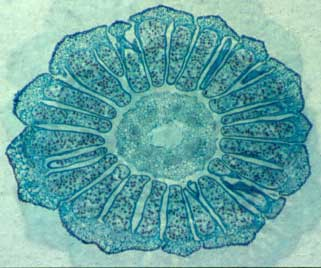
Corte através de um estróbilo, sendo visíveis esporangióforos com os esporângios (cápsulas de esporos) cheios de esporos.

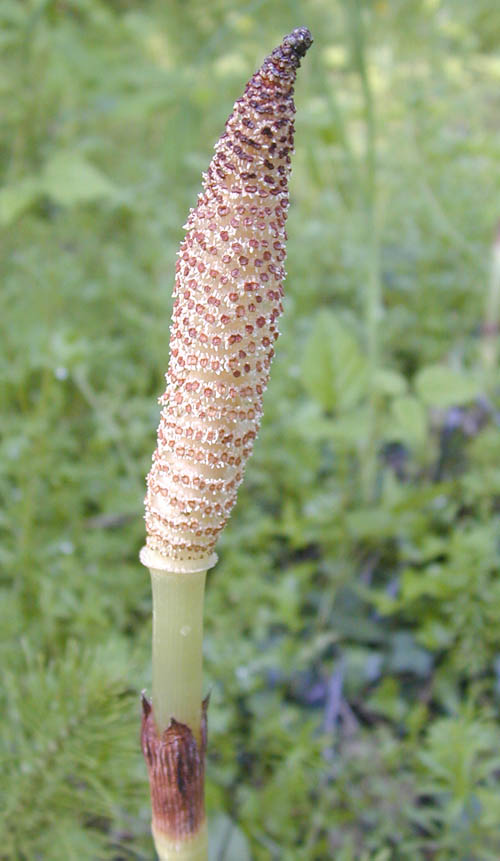
Estróbilo de Equisetum telmateia, inserido em posição terminal num caule não ramificado.

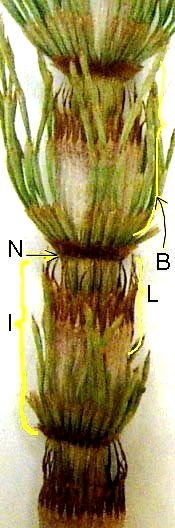
Haste (caule) vegetativa: N = nodo, I = internodo; B = ramificação espiral; L = microfilos fundidos.

Equisetopsida, geralmente referido por Sphenopsida na literatura da paleobotânica, é uma classe de plantas vasculares, com registo fóssil conhecido desde o Devoniano, que inclui apenas cerca de 20 espécies herbáceas do género Equisetum, geralmente conhecidas pelo nome comum de cavalinhas. Considerado um fóssil vivo, o género Equisetum, o único extante da classe, agrupa espécies que ocorrem tipicamente em áreas húmidas, caracterizadas por folhas pontiagudas irradiando a intervalos regulares a partir de uma única haste vertical. A classe Equisetopsida é o taxon relíquia de um grupo de elevada diversidade que teve grande expansão durante o Carbonífero, tendo sido considerada como uma divisão separada de plantas com esporos, então designada por Equisetophyta, Arthrophyta ou Sphenophyta.

## Morfologia
A classe Equisetopsida inclui plantas vasculares caracterizadas pela presença de haste segmentadas, com superfície externa fotossintética, em que cada segmento termina num nó (veja o diagrama ao lado) que une segmentos geralmente ocos (nalguns casos preenchidos por uma medula). A cada nó corresponde um verticilo de folhas, geralmente filiformes. No único género extante, o género Equisetum, estas são pequenas folhas filiformes (microfilos) com uma estrutura vascular singular, fundidas numa bainha em cada nó da haste. No entanto, as folhas de Equisetum provavelmente surgiram por a redução de megafilos, como evidenciado por formas fósseis antigas como Sphenophyllum, em que as folhas são largas, com veias ramificadas.
Os feixes vasculares trifurcam nos nodos, com os vasos centrais a originar a venação dos microfilos e os outros divergindo para a direita e esquerda para se fundirem com as ramificações dos elementos vizinhos. A estrutura do sistema vascular assemelha-se à que está presente no eustelo das dicotiledóneas e gimnospermas, estrutura que embora tenha evoluído independentemente apresenta evolução convergente.
O crescimento das hastes resulta no alongamento rápido do entrenó com a formação de uma cavidade, por vezes preenchida por medula, e um anel canais carinais formados pela ruptura do xilema primário. Espaços similares, os canais valeculares, são formadas no córtex. Devido à natureza mole do floema, estas estruturas são raramente detectáveis no registo fóssil. Na família fóssil Calamitaceae, xilema secundário (mas não necessariamente floema) era secretado à medida que o câmbio vascular crescia para o exterior, produzindo um caule lenhoso que permitia que as plantas crescessem até aos 10 m de altura.
Todas as espécies extantes de Equisetum, actualmente o único género na classe, são herbáceas e perderam a capacidade de produzir crescimento secundário.
As partes subterrâneas das plantas consistem rizomas articulados a partir dos quais emergem raízes e eixos aéreas. As plantas têm meristemas intercalares em cada segmento do caule e rizoma, os quais crescem à medida que a planta fica mais alta. Esta forma de alongamento contrasta com as plantas de semente, que crescem a partir de um meristema apical, ou seja, um novo crescimento apenas ocorre nas extremidades dos caules (e por alargamento das hastes).
As esfenófitas ostentam cones (tecnicamente estróbilos) nas extremidades de alguns caules. Esses cones são constituídos por esporangióforos, arranjadas em espiral, que carregam esporângios nos seus bordos, os quais nas esfenófitas extantes cobrem os esporos externamente, como sacos dependurados num guarda-chuva, com a sua pega encaixada no eixo do cone. Em grupos extintos, ainda maior proteção era dada aos esporos pela presença de brácteas espirais, grandes microfilos pontiagudos modificados salientes do cone.
As espécies extantes deste grupo são homospóricas, mas conhecem-se do registo fóssil espécies heterospóricas extintas, como Calamostachys casheana. Os esporângios abrem-se por deiscência lateral para libertar os esporos. Os esporos ostentam característicos eláteros, anexos em forma de mola que são higroscópicos, ou seja, mudam sua configuração na presença de água, ajudando os esporos mover e auxiliando a sua dispersão.

## Registo fóssil
As espécies de Equisetopsida extantes representam uma pequena fração da diversidade das Sphenopsida do passado. O registo fóssil permite identificar pelo menos três ordens de Equisetopsida no período de máxima diversidade: (1) a ordem Pseudoborniales, que apareceu pela primeira vez no final do Devoniano e que prosperou até meados do Permiano; (2) a ordem Sphenophyllales, táxon a que pertenciam as espécies dominantes do sub-bosque do período Carbonífero, cujos membros prosperaram até ao início do Permiano; e (3) a ordem Equisetales que coexistiu com os Sphenophyllales, mas diversificou à medida que estes desapareciam para a extinção, diminuindo depois gradualmente na diversidade até ficar reduzida ao género Equisetum, o único extante.
Estes organismos aparecem pela primeira vez no registo fóssil durante o Devoniano tardio, um tempo em que as plantas terrestres atravessavam um rápido processo de diversificação, mercê do aparecimento das raízes, sementes e folhas. No entanto, as plantas já haviam colonizado a terra firme há quase uma centena de milhões de anos, com a primeira evidência de plantas terrestres datando de há 475 milhões de anos atrás.

## Sistemática

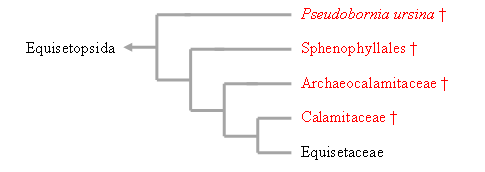
Árvore filogenética mostrando as relações mais prováveis entre as Equisetopsida.

As cavalinhas e os seus parentes fósseis desde cedo foram reconhecidos como um grupo taxonómico distinto do conjunto das outras plantas vasculares sem sementes. Antes do advento dos modernos estudos de genética molecular, a relação deste grupo com outras plantas vivas e fósseis foi considerada problemática, o que justifica a atribuição pelos sistematas da botânica de níveis taxonómicos que variavam  entre ordem e divisão. Quando reconhecidos como uma divisão separada, a literatura usou múltiplas designações, incluindo Arthrophyta, Sphenophyta e Equisetophyta. Outros autores consideraram o grupo como uma classe, incluindo-a dentro da divisão que agrpava as plantas vasculares ou, mais recentemente, dentro de um grupo expandido de pteridófitos, incluindo nele todas os fetos. Quando classificados como classe, o grupo foi denominado Equisetopsida ou Sphenopsida.
Os resultados de análises filogenéticas recentes produziram evidências de que este grupo de plantas pertence firmemente dentro do clado das plantas vasculares que inclui os fetos. A classificação de Smith coloca a classe Equisetopsida dentro de um clado, sem nível taxonómico definido, que inclui os pteridófitos em sentido lato, no qual a classe constitui um grupo irmão das duas classes mais tradicionalmente incluídas naquele agrupamento, as classes Marattiopsida e Polypodiopsida.
As relações filogenáticas mais prováveis com as Equisetopsida são as constantes do seguinte cladograma:

|  | †Calamitaceae                  |
|  |                                |
|  | \| \| Equisetaceae \| \| \| \| |
|  |                                |
|  | Equisetaceae                   |
|  |                                |

|  | Equisetaceae |
|  |              |

|  | †Calamitaceae                  |
|  |                                |
|  | \| \| Equisetaceae \| \| \| \| |
|  |                                |
|  | Equisetaceae                   |
|  |                                |

|  | Equisetaceae |
|  |              |

|  | †Calamitaceae                  |
|  |                                |
|  | \| \| Equisetaceae \| \| \| \| |
|  |                                |
|  | Equisetaceae                   |
|  |                                |

|  | Equisetaceae |
|  |              |

|  | †Calamitaceae                  |
|  |                                |
|  | \| \| Equisetaceae \| \| \| \| |
|  |                                |
|  | Equisetaceae                   |
|  |                                |

|  | Equisetaceae |
|  |              |

|  | †Calamitaceae                  |
|  |                                |
|  | \| \| Equisetaceae \| \| \| \| |
|  |                                |
|  | Equisetaceae                   |
|  |                                |

|  | Equisetaceae |
|  |              |

|  | †Calamitaceae                  |
|  |                                |
|  | \| \| Equisetaceae \| \| \| \| |
|  |                                |
|  | Equisetaceae                   |
|  |                                |

|  | Equisetaceae |
|  |              |

|  | †Calamitaceae                  |
|  |                                |
|  | \| \| Equisetaceae \| \| \| \| |
|  |                                |
|  | Equisetaceae                   |
|  |                                |

|  | Equisetaceae |
|  |              |

|  | †Calamitaceae                  |
|  |                                |
|  | \| \| Equisetaceae \| \| \| \| |
|  |                                |
|  | Equisetaceae                   |
|  |                                |

|  | Equisetaceae |
|  |              |

Quando consideradas no contexto global dos pteridófitos, as Equisetopsida fazem parte do grupo dos fetos no sentido estrito (ou seja dos Monilophyta) e são um grupo irmão dos Marattiopsida.
|  | Polypodiopsida                                                  |
|  |                                                                 |
|  | \| \| Marattiopsida \| \| \| \| \| \| Equisetopsida \| \| \| \| |
|  |                                                                 |
|  | Marattiopsida                                                   |
|  |                                                                 |
|  | Equisetopsida                                                   |
|  |                                                                 |

|  | Marattiopsida |
|  |               |
|  | Equisetopsida |
|  |               |

|  | Polypodiopsida                                                  |
|  |                                                                 |
|  | \| \| Marattiopsida \| \| \| \| \| \| Equisetopsida \| \| \| \| |
|  |                                                                 |
|  | Marattiopsida                                                   |
|  |                                                                 |
|  | Equisetopsida                                                   |
|  |                                                                 |

|  | Marattiopsida |
|  |               |
|  | Equisetopsida |
|  |               |

|  | Polypodiopsida                                                  |
|  |                                                                 |
|  | \| \| Marattiopsida \| \| \| \| \| \| Equisetopsida \| \| \| \| |
|  |                                                                 |
|  | Marattiopsida                                                   |
|  |                                                                 |
|  | Equisetopsida                                                   |
|  |                                                                 |

|  | Marattiopsida |
|  |               |
|  | Equisetopsida |
|  |               |

|  | Polypodiopsida                                                  |
|  |                                                                 |
|  | \| \| Marattiopsida \| \| \| \| \| \| Equisetopsida \| \| \| \| |
|  |                                                                 |
|  | Marattiopsida                                                   |
|  |                                                                 |
|  | Equisetopsida                                                   |
|  |                                                                 |

|  | Marattiopsida |
|  |               |
|  | Equisetopsida |
|  |               |

|  | Polypodiopsida                                                  |
|  |                                                                 |
|  | \| \| Marattiopsida \| \| \| \| \| \| Equisetopsida \| \| \| \| |
|  |                                                                 |
|  | Marattiopsida                                                   |
|  |                                                                 |
|  | Equisetopsida                                                   |
|  |                                                                 |

|  | Marattiopsida |
|  |               |
|  | Equisetopsida |
|  |               |

|  | Polypodiopsida                                                  |
|  |                                                                 |
|  | \| \| Marattiopsida \| \| \| \| \| \| Equisetopsida \| \| \| \| |
|  |                                                                 |
|  | Marattiopsida                                                   |
|  |                                                                 |
|  | Equisetopsida                                                   |
|  |                                                                 |

|  | Marattiopsida |
|  |               |
|  | Equisetopsida |
|  |               |

|  | Polypodiopsida                                                  |
|  |                                                                 |
|  | \| \| Marattiopsida \| \| \| \| \| \| Equisetopsida \| \| \| \| |
|  |                                                                 |
|  | Marattiopsida                                                   |
|  |                                                                 |
|  | Equisetopsida                                                   |
|  |                                                                 |

|  | Marattiopsida |
|  |               |
|  | Equisetopsida |
|  |               |

|  | Polypodiopsida                                                  |
|  |                                                                 |
|  | \| \| Marattiopsida \| \| \| \| \| \| Equisetopsida \| \| \| \| |
|  |                                                                 |
|  | Marattiopsida                                                   |
|  |                                                                 |
|  | Equisetopsida                                                   |
|  |                                                                 |

|  | Marattiopsida |
|  |               |
|  | Equisetopsida |
|  |               |

Os Marattiopsida (pelo menos as espécies recentes) são isospóricas, tal como como as Equisetopsida extantes, mas os esporos são formados em esporotrofófilos verdes derivados de folhas parcialmente modificadas. Os Polypodiopsida incluem espécies isospóricas e heterospóricas e os esporos são na sua maioria, mas nem sempre, formados em esporotrofófilos. Esta diversidade de tipos de esporos e na formação de esporângios também está presente entre os Equisetopsida fósseis.
Contudo, conforme o Pteridophyte Phylogeny Group (2016), Polypodiopsida é a unica classe da divisão Monilophyta, sendo as demais classificadas nas subclasses Marattiidae, Ophioglossidae, Equisetidae (incluindo também a subclasse Polypodiidae), sendo anteriormente classificadas, respectivamente, como as classes Marattiopsida, Psilotopsida e Equisetopsida.